# Ptecticus jamesi
Ptecticus jamesi är en tvåvingeart som beskrevs av Mcfadden 1982. Ptecticus jamesi ingår i släktet Ptecticus och familjen vapenflugor. Inga underarter finns listade i Catalogue of Life.